# Ammer (facteurs de clavecins)
Ammer est le nom d'une des principales marques de clavecins allemandes du XXe siècle, et l'une des plus anciennes  après  Neupert.

## Historique
La firme a été fondée en 1927 à Eisenberg, en Thuringe, par les deux frères Alois et Michael Ammer venus de Landshut, en Bavière, pour travailler auprès de leur oncle Josef Ammer qui était facteur de pianos.  Membres du mouvement de jeunesse des Wandervogel ils furent amenés à faire de la musique sur instruments anciens, et s'intéressèrent aux anciens instruments à clavier, tels que clavecins, épinettes ou clavicordes qu'ils commencèrent à construire en collaboration avec le musée des instruments de musique de Leipzig dans le courant des années 1930. 
L'entreprise put traverser les difficultés liées à la crise économique et à la guerre jusqu'à la mort des deux frères en 1947. La fille de Michael, Renate Schulz-Ammer, finit par reprendre la direction de l'entreprise devenue la seule fabrique d'instruments anciens des pays de l'Est. Renate fut rejointe en 1965 par Jürgen Ammer (1945-2017). 
L'entreprise fut nationalisée par les communistes qui l'intégrèrent à un combinat de l'ameublement. Les ateliers furent transférés à Leipzig/Wiederitzsch de 1974 à 1988, date à laquelle ils furent supprimés. Jürgen avait quitté l'entreprise en 1984 pour émigrer à l'Ouest et y reconstituer  un nouvel atelier dans le Weserbergland qui serait transféré plus tard près de Cassel. La firme "Jürgen Ammer Historische Tasteninstrumente" a été fermée, à la suite du décès de Jürgen Ammer en juin 2017.

## Production
Ammer a été un des quatre principaux producteurs allemands de clavecins modernes fabriqués en série (Serieninstrumente) avant le retour à la tradition opéré après les années 1970. 
Wolfgang Zuckermann , dans son livre  The Modern Harpsichord: twentieth century instruments and their makers paru en 1969, est très critique par rapport aux clavecins Ammer, tout autant que pour les concurrents, essentiellement Neupert, Sperrhake et Wittmayer. À l'époque, Ammer avait produit environ 2100 instruments, employait 25 personnes pour une production annuelle de l'ordre de 120 unités.
Ces instruments s'écartaient résolument de la tradition ancienne, avec leurs caisses en chêne, en orme ou en frêne. Les modèles sont nommés  pour rappeler la tradition, mais sans réelle justification (épinettes Delin, Silbermann, clavecins à un clavier Scarlatti, Ruckers et à deux claviers Vivaldi, Bach).
Sur la fin de l'entreprise, Ammer se consacre à la production d'instruments dans la tradition de l'Allemagne centrale (Saxe et Thuringe) ainsi qu'à la restauration d'anciens instruments à clavier, notamment pianos du XIXe siècle.

## Enregistrements
- Isolde Ahlgrimm : Jean-Sébastien Bach, intégrale de l'œuvre pour clavier solo, 1954-57 (2 coffrets de 10 LP, Philips)
- Helmut Walcha : Jean-Sébastien Bach, Le Clavier bien tempéré BWV 846-893, Variations Goldberg BWV 988, Inventions à 2 voix BWV 772-786, Inventions à 3 voix BWV 787-801 (pub. 1961, rééd. EMI 1996)
- Zuzana Růžičková (Clavier bien tempéré)